# Ремпель, Лазарь Израилевич
Ла́зарь Изра́илевич Ре́мпель (6 ноября 1907, Кишинёв, Бессарабская губерния — 27 апреля 1992, Москва) — узбекский советский искусствовед, историк искусства, востоковед, доктор искусствоведения (1963), профессор (1966). Заслуженный деятель науки Узбекской ССР (1966), лауреат Государственной премии Узбекской ССР имени Хамзы (1966).

## Биография
Родился 6 ноября (по старому стилю) 1907 года в Кишинёве в семье приказчика дубоссарского лесосклада и объездчика лесозаготовок Срула Пинхусовича Ремпеля и его жены Суламифи Лазаревны (Сулы Лейзеровны) Штейнберг (1887—1946), сочетавшихся браком 9 февраля того же года. Дед Л. И.  Ремпеля по отцовской линии — Пинхус Ремпель — был почётным гражданином Кишинёва. В 1914 году вся семья последовала за отцом на лесозаготовки в город Быхов Могилёвской губернии, где их застала Первая мировая война. В 1917 году семья бежала от военных действий в Феодосию (Крым), а после смерти отца в 1923 году переехала в Симферополь.
С 1924 года Лазарь Ремпель был практикантом, затем научным сотрудником и, наконец, заведующим отделом Центрального музея Тавриды в Симферополе. В 1928 году уехал в Москву и в 1931 году окончил Первый Московский государственный университет. В 1931—1933 годах был в аспирантуре Государственной академии искусствознания. Одновременно, в 1930—1931 годах работал научным сотрудником Музея восточных культур, в 1931—1934 годах — Института литературы и искусства Коммунистической академии, в 1934—1937 годах — старшим научным сотрудником Всесоюзной академии архитектуры; в 1935—1936 годах преподавал в Московском институте философии, литературы и истории (МИФЛИ, в 1936—1937 годах — доцент).
Уже в студенческие годы Л. Ремпель увлёкся искусством Средней Азии и в 1930 году опубликовал свой первый научный труд — «Национальная архитектура в Средней Азии» (Искусство в массы, № 8, 1930), за которой последовала серия статей по этой же теме: «Архитектура Ислама» (Академия архитектуры, № 3, 1935), «К итогам международного конгресса по иранскому искусству» (Академия архитектуры, № 6, 1935), «Мавзолей Измаила Саманида» (Академия архитектуры, № 5, 1936), «Архитектура Хивы» (Архитектура СССР, № 9, 1936). Первую монографию «Живопись Советского Закавказья» выпустил в 1932 году, через три года вышла «Архитектура послевоенной Италии».
В 1937 году была арестована вторая жена Л. И. Ремпеля искусствовед Т. В. Вязниковцева, а сам Л. И. Ремпель — как член семьи изменника Родины — был в том же году выслан в Старую Бухару, где с июля 1937 года работал фотографом, а затем научным сотрудником в Бухарском музее. В 1939—1948 годах был научным сотрудником Самаркандского областного музея, а после пересылки в Джамбул (Казахстан) в 1948 году работал учителем черчения в средней школе и, наконец, до реабилитации в 1954 году — научным сотрудником Джамбульского областного музея. С 1954 года жил в Ташкенте, где стал научным сотрудником и, с 1955 года, заведующим отделом архитектуры, изобразительного и прикладного искусства Института искусствоведения Академии Наук Узбекской ССР. Одновременно, в 1957—1961 годах был профессором и заведующим кафедрой истории и теории искусств Ташкентского государственного театрально-художественного института имени А. Н. Островского (ныне — институт искусств имени М. Уйгура). Организовал (совместно с профессором Г. А. Пугаченковой, 1915—2007) ряд искусствоведческих экспедиций для исследования древней архитектуры Бухары, Ферганы, Самарканда и других городов по всей территории Узбекистана, в том числе всех сохранившихся мечетей республики. В 1990 году поселился в Москве.
Лазарь Ремпель — один из крупнейших специалистов по истории искусств Узбекистана и Средней Азии, автор многочисленных трудов по архитектуре, традиционной одежде, изобразительному орнаменту, чеканке монет и другим аспектам прикладного искусства Узбекистана, а также народному искусству бухарских евреев и каракалпаков. Среди них такие монументальные монографии как «Архитектурный орнамент Узбекистана» (1961), «История искусств Узбекистана с древнейших времён до середины XIX века» (1965), «Далёкое и близкое. Страницы жизни, быта, строительного дела, ремесла и искусства Старой Бухары» (1982), и «Цепь времён. Вековые образы и бродячие сюжеты в традиционном искусстве Средней Азии» (1987). В 1992 году в Ташкенте были опубликованные написанные Ремпелем уже в Москве воспоминания «Мои современники».
В 1966 году был удостоен Государственной премия Узбекской ССР имени Хамзы за монографию «История искусств Узбекистана с древнейших времен до XIX в.» (вместе с Г. А. Пугаченковой).
Умер 27 апреля 1992 года. Похоронен на Востряковском кладбище Москвы.

Могила Ремпеля на Вострякоовском кладбище Москвы.

## Семья
- Дочь — Элла Лазаревна Балабанова (Ремпель; род. 1939, Бухара) — московский биохимик, кандидат медицинских наук.
- Брат — Самуил (Семён) Израйлевич Ремпель (1911, Кишинёв — 2001) — физикохимик, доктор химических наук, профессор и заведующий кафедрой физической химии Уральского лесотехнического института в Екатеринбурге (Свердловске), автор монографии «Адсорбция и катализ» (1986).
- Тётя — Полина Петровна (Пинхусовна) Шнейдер (урожд. Ремпель; 1880, Кишинёв — 1933), «Полина Революция» — советский партийный деятель, выпускница Фрейбелевских курсов по социальной педагогике, заведующая отделом социального воспитания Симферополя, затем замнаркома просвещения Крыма, уполномоченная Уралобкома ВКП(б) в Свердловске, погибла в числе группы заложников при подавлении шаманского восстания в Ненецком национальном округе.[7][8]

## Монографии
- Комсомол в Крыму: Исторический очерк пролетарского юношеского движения в Крыму с 1917 по 1920 год. Симферополь: Крымгосиздат, 1927.
- Повстанцы в Крыму. К истории Крымской «зелёной» советской повстанческой армии 1920 года. Симферополь: Крымгосиздат, 1927.
- Симферополь в революции 1905 года: опыт экскурсии (с А. К. Сиротой).  Симферополь: Крымгосиздат, 1931.
- Красная гвардия в Крыму в 1917—1918 гг. Симферополь: Крымгосиздат, 1931.
- Живопись Советского Закавказья. Искусство народов СССР: Азербайджан, Армения, Грузия. Институт литературы и искусства Комакадемии. Москва—Ленинград: Огиз—Изогиз, 1932.
- Архитектура послевоенной Италии. Москва: Издательство Всесоюзной Академии Архитектуры, 1935.
- Согдийский всадник (с Н. Н. Забелиной). Ташкент, 1948.
- Бухара (Узбекистан). Совместно с Г. А. Пугаченковой. Серия «Сокровища зодчества народов СССР». Москва, 1949.
- Панджара. Архитектурные решётки и их построение. Ташкент: Гослитиздат УзССР, 1957.
- Выдающиеся памятники архитектуры Узбекистана (с Г. А. Пугаченковой). Ташкент: Гослитиздат УзССР, 1958.
- Выдающиеся памятники изобразительного искусства Узбекистана (с Г. А. Пугаченковой). Ташкент: Гослитиздат УзССР, 1960.
- Архитектурный орнамент Узбекистана. История развития и теория построения. Институт искусствознания Академии Наук УзССР. Ташкент: Гослитиздат УзССР, 1961.
- История искусств Узбекистана (совместно с Г. А. Пугаченковой). Ташкент: Академия художеств Узбекистана, 1962.
- История искусств Узбекистана с древнейших времён до середины XIX века (с Г. Пугаченковой). Институт искусствознания имени Хамзы Хаким-заде Ниязи. Москва: Искусство, 1965.
- Искусство Руси и Восток как историко-культурная и художественная проблема. Ташкент, 1969.
- Резной штук Афрасиаба (с И. А. Ахраровым). Ташкент: Издательство литературы и искусства Узбекистана, 1971.
- Искусство Среднего Востока. Избранные труды по истории и теории искусств. Библиотека искусствознания. Москва: Советский художник, 1978.
- Далёкое и близкое: страницы жизни, быта, строительного дела, ремесла и искусства Старой Бухары. Бухарские записи. — Ташкент: Издательство литературы и искусства имени Гафура Гуляма, 1982.
- Очерки искусства Средней Азии: древность и средневековье (с Г. А. Пугаченковой). Москва: Искусство, 1982.
- Цепь времён. Вековые образы и бродячие сюжеты в традиционном искусстве Средней Азии. — Ташкент: Издательство литературы и искусства имени Гафура Гуляма, 1987.
- Мои современники. Ташкент, 1992.
- Textilien Mittelasiens (среднеазиатские ткани, на немецком языке, с С. М. Махкамовой, А. А. Хакимовым, А. А. Йерусалимской, Н. В. Дьяконовой). Берлин: Reinhold Schletzer Verlag, 2000.

## Сборники под редакцией Л. И. Ремпеля
- Резьба и роспись по ганчу и дереву. Под редакцией Л. И. Ремпель. Ташкент, 1962.
- Вопросы изобразительного искусства Узбекистана. Сборник под редакцией проф. Л. И. Ремпеля. Ташкент: Издательство литературы и искусства, 1973.
- Искусство Советского Узбекистана (1917—1972). Живопись. Скульптура. Графика. Декоративно-прикладное искусство. Театрально-декорационная живопись. Художники кино. Архитектура и градостроительство. Научная редакция Л. И. Ремпель. Москва: Советский художник, 1976.
- Дальверзинтепе: Кушанский город на юге Узбекистана. Ответственный редактор Л. И. Ремпель. Ташкент, 1978.
- Художественная культура Средней Азии IX—XIII века. Ташкент: Издательство литературы и искусства, 1983.

## Галерея
- Генеалогическая фотогалерея семьи Ремпель (три страницы, Лазя — Л. И. Ремпель)
- Генеалогическое древо семьи Ремпель
- Родители Л. И. Ремпеля
- Фотопортрет Л. И. Ремпеля с биобиблиографией